# Resina poliestere insatura
La resina poliestere insatura ha doppi legami C=C che possono essere reticolati per formare materiali termoindurenti. Possono essere reticolati in presenza di fibre di vetro per da
Sono liquidi a bassa densità che possono essere miscelati a notevoli quantità di cariche e rinforzi (fibre tessili o di vetro). Le resine rinforzate con fibre di vetro hanno notevole resistenza meccanica e buona resistenza agli urti e agli agenti chimici.
Sono utilizzate per creare pannelli per l'edilizia e componenti per bagni (vasche, docce...), tubazioni, serbatoi e condotti in cui è richiesta la resistenza chimica.
La loro formulazione è data da acido insaturo, acido saturo/andidride satura, alcol bifunzionale, inibitore di reticolazione e solventi/monomero reticolante.